# Mine Kondo
Mine Kondo (Toyota, 1 de setembre de 1910 — 20 de maig de 2025) fou una pagesa japonesa i la persona més gran del Japó entre l’abril de 2024 i la seva mort, als 114 anys i 261 dies. Va dedicar-se a les feines de camp, a la criança de cucs de seda i a l’elaboració de paper artesanal. Es va casar als 20 anys i va tenir nou fills, sis dels quals arribaren a l’edat adulta. Després de la mort de Shizu Narita el març de 2023, esdevingué la persona viva més gran de la prefectura d’Aichi, i el 26 d’abril de 2024, la més gran del Japó. En el moment de morir era la tercera persona més longeva del món.